# Soldanella pindicola
Soldanella pindicola är en viveväxtart som beskrevs av Heinrich Carl Haussknecht. Soldanella pindicola ingår i släktet alpklockor, och familjen viveväxter. Inga underarter finns listade i Catalogue of Life.

## Bildgalleri

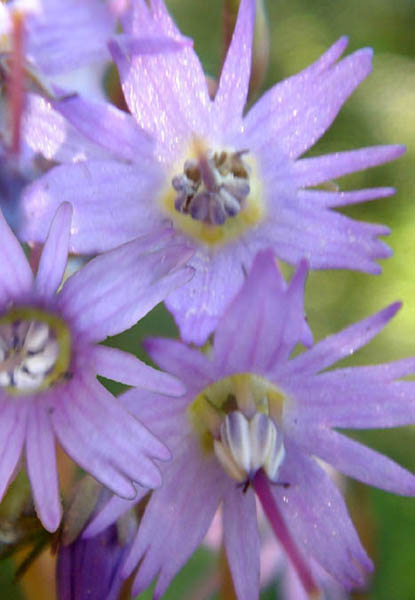